# Paramunna bilobata
Paramunna bilobata là một loài chân đều trong họ Paramunnidae. Loài này được G.O. Sars miêu tả khoa học năm 1866.